# یانکی هیل (نبراسکا)
یانکی هیل(به انگلیسی: Yankee Hill) شهری در ایالت نبراسکا کشور ایالات متحده آمریکا است که جمعیت آن در سرشماری سال ۲۰۱۰ میلادی، ۲۹۲ نفر بوده‌است.